# Bernhard Heinrich von Germeten

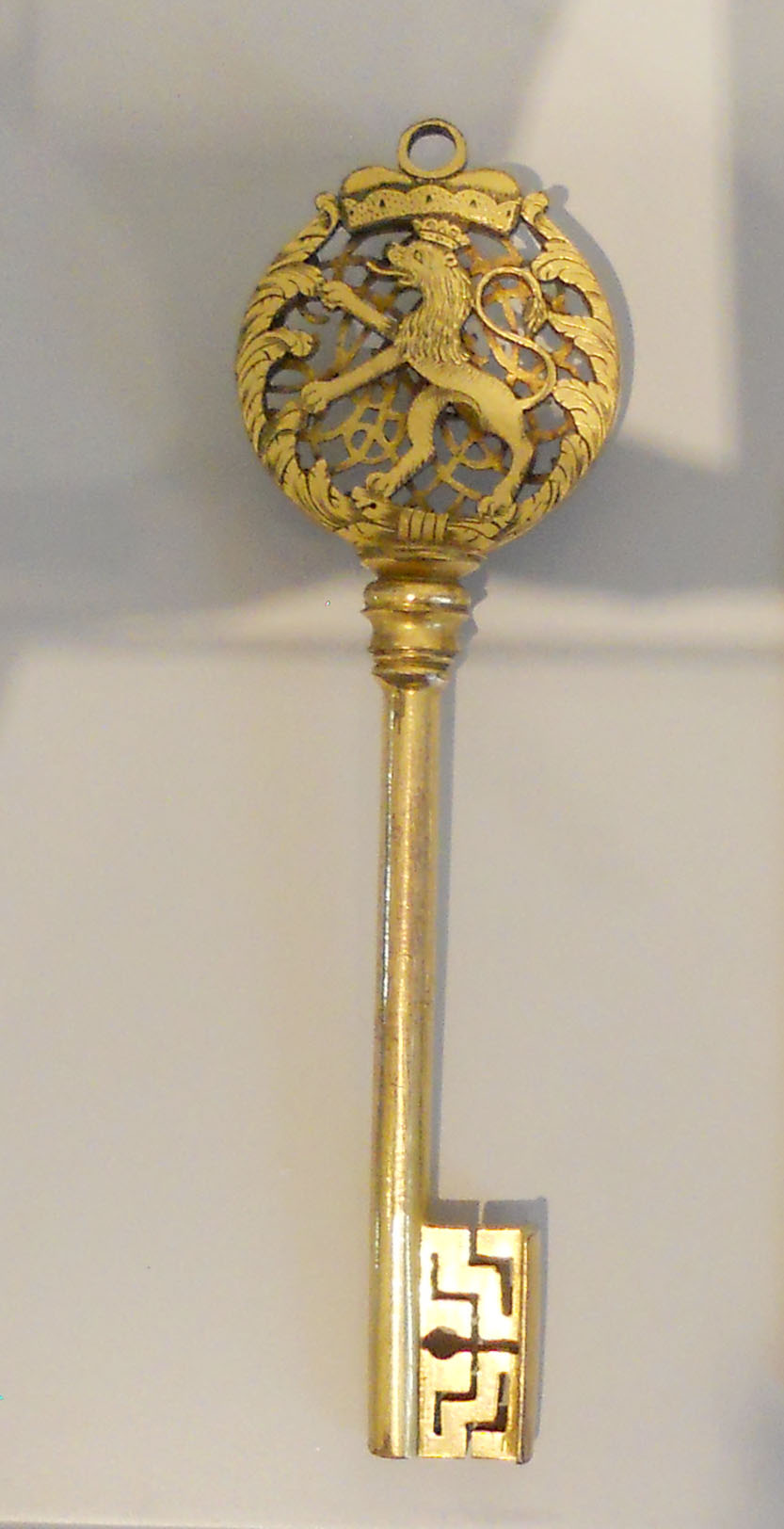
Kammerherrenschlüssel des von Germeten

Bernhard Heinrich Germeten (1728/32 Ritter und Edler von Germeten) (* 1680 in Volkmarsen; † 12. Mai 1737 in Wien) war ein Professor der Rechte in Prag, sowie hochrangiger Beamter in Habsburger Diensten.

## Leben
Germeten stammte aus einer Familie der bürgerlichen Oberschicht in Volkmarsen. Seine Vorfahren kamen aus dem Nachbardorf Germete bei Warburg. Er war zunächst Sekretär des Nonnenklosters Oelinghausen bei Arnsberg. Später besuchte er die Universitäten in Marburg und Mainz und studierte Rechtswissenschaften. Anschließend wirkte er nach einer vergeblichen Bewerbung um eine Professur in Olmütz in Prag. Dort wurde er Konsistorialbeisitzer und 1710 außerordentlicher und 1712 ordentlicher Professor der Rechte.
Außerdem wurde Germeten 1719 zum gelehrten Rat des Königreichs Böhmen und später zum Kanzler des Königreichs ernannt. 1728 wurde er in den böhmischen Adelsstand erhoben. Im Prozess um die Heiligsprechung von Johannes von Nepomuk übernahm er 1729 die Funktion des advocatus diaboli. Diese Aufgabe erfüllte er offenbar in vorbildlicher Weise und wurde dafür vielfach geehrt. Darunter war auch die Ernennung zum Kammerherren. Unklar ist, wer ihm diesen Titel verliehen hatte. In seiner Prager Zeit heiratete er Maria Anna von Widmann.
Von Prag wechselte er später nach Wien. Dort war er anfangs Direktor der Königlich ungarischen Staatskanzlei und später Reichshofrat. Sein Titel lautete: „Hofkammer-Rat, Beirat der königlichen ungarischen Hofkanzlei, auch geheimer Kanzleidirektor des Herzogs von Lothringen.“ Zugleich wurde er 1732 in den erblichen Reichsadelsstand erhoben.
Da er selbst außer einem Sohn, der Abt in einem ungarischen Kloster war, keine weiteren Söhne hatte, hat er dafür gesorgt, dass der Adelstitel auf seine Herkunftsfamilie in Volkmarsen ausgeweitet wurde. Er hinterließ ein Fideikommisvermögen von 16.000 Gulden, die jeweils auf den Ältesten Nachkommen der Familie übergehen sollte. Er bedachte auch die Pfarrkirche seiner Heimatstadt unter anderem mit einer acht Pfund schweren Monstranz, einem kostbaren Abendmahlskelch und anderen Stücken wie einem Reliquienbehälter in Form eines Ordenssterns, mit Steinen besetzt und einem Bild  des hl. Nepomuk.
Im Haus Hövener in Brilon ist sein Kammerherrenschlüssel ausgestellt. Dieser gelangte durch Heirat und verwandtschaftliche Beziehungen nach Volkmarsen in die Stadt.
Er verfasste eine Reihe juristischer Schriften.